# ليام ووكر
ليام ووكر (بالإنجليزية: Liam Walker)‏ (13 أبريل 1988 جبل طارق المملكة المتحدة - ) هو لاعب كرة قدم بريطاني يلعب كلاعب وسط.

## وصلات خارجية
- ليام ووكر على موقع الاتحاد الدولي (مؤرشف)  (الإنجليزية)
- ليام ووكر على موقع الاتحاد الأوربي (الإنجليزية)
- ليام ووكر على موقع قاعدة بيانات كرة القدم.إي يو (الإنجليزية)
- ليام ووكر على موقع ليكيب (الفرنسية)
- ليام ووكر على موقع ناشيونال فوتبول تيمز (الإنجليزية)
- ليام ووكر على موقع Soccerbase.com (لاعب) (الإنجليزية)
- ليام ووكر على موقع Soccerway.com (الإنجليزية)
- ليام ووكر على موقع عالم كرة القدم.نت (الإنجليزية)